# Luz Estrada
Luz Estrada Medellín es una actriz, escritora, productora de teatro y presentadora colombiana. Ganadora del Premio India Catalina como Mejor Actriz Antagónica de Novela o Serie y Nominada como Villana Favorita en los Premios T.V. y Novelas por su personaje de “Sonia Monsalve” en Las Hermanitas Calle.  También reconocida por su personaje de "Doña Gloria", la madre de Beto Pérez, en la serie Nadie me quita lo bailao, historia del bailarín colombiano creador de la Zumba.

## Biografía
Luz Estrada nació en Medellín, Antioquia. Maestra en Arte Dramático de la Universidad de Antioquia, fue becada como mejor graduada de su programa y gracias a ésta beca realizó una Especialización en Dramaturgia de la misma universidad, allí se preparó con maestros como José Sanchis Sinisterra, Rafael Spregelburd y Jaume Melendres, entre otros. En 2001 partió de su ciudad natal hacia Bogotá, la capital colombiana, donde se encuentra radicada desde entonces. Habla español e inglés.
Con 25 años de experiencia como actriz, ha actuado en más de treinta producciones entre telenovelas, series, películas y obras de teatro. 
Como escritora, tiene en su haber guiones y obras de teatro, como: AQUALIA, obra de teatro infantil de teatro negro, que ha tenido gran éxito en España, Alemania, Panamá y Estados Unidos e invitada al Festival Iberoamericano de Teatro de Bogotá en 2010. En 2011, con su productora de teatro El ojo indiscreto, llevó a escena El hombre reina y la mujer gobierna, una mezcla entre monólogo teatral y stand up comedy, escrito, actuado y producido por ella, con más de 200 funciones, ganadora del premio a Mejor Obra Unipersonal de Bogotá 2012 y del premio a Mejor Unipersonal de Comedia del Festival Iberoamericano de Teatro de Mar del Plata, Argentina 2017, ha recibido gran acogida del público y excelentes comentarios de la crítica especializada con varias temporadas en Miami, Barranquilla, Medellín y Bogotá; calificada por el reconocido periodista Jaime Bayly como un “absoluto y genial descubrimiento”, es una obra que, sin duda, ha causado impacto en la escena colombiana.  Luz Estrada participó, además, en “Around the world Chain Play 2014”, proyecto de escritura junto con 14 dramaturgos alrededor del mundo con el que se celebró el día internacional del teatro en la Ciudad de New York. En 2015 estrenó su comedia La vida alegre, donde cuenta las peripecias de una actriz para triunfar en la televisión.
Luz Estrada continúa trabajando paralelamente en el teatro, la televisión y la escritura y además no para de prepararse tomando talleres de actuación y escritura con maestros reconocidos a nivel mundial como: Robert Mckee, Juan Pablo Felix, Luciano Cohen, Ricardo Behrens y Luis Jiménez, entre otros.
En los últimos años se ha interesado mucho en el tema del empoderamiento femenino y dona constantemente talleres de Autoestima para mujeres en las comunidades más vulneradas de su país.

## Filmografía

### Televisión
| Año       | Título                                    | Personaje                       | Canal                        |
| --------- | ----------------------------------------- | ------------------------------- | ---------------------------- |
| 2024      | Pedro el escamoso: más escamoso que nunca | Elvira Pacheco                  | Caracol Televisión / Disney+ |
| 2023      | Viejitos en fuga                          | Beatriz Mejía                   | Señal Colombia               |
| 2022      | Arelys Henao: canto para no llorar        | Clemencia Páramo                | Caracol Televisión           |
| 2022      | Te la dedico                              | Martha                          | Canal RCN                    |
| 2021      | El Cartel de los Sapos: el origen         | Amparo Cadena                   | Netflix                      |
| 2021      | Enfermeras                                | Myriam Villaveces               | Canal RCN                    |
| 2021      | Sentir                                    | Isabel                          | Teleantioquia                |
| 2020      | Libre y ocupado                           |                                 | Canal TRO                    |
| 2019      | Una idea redonda                          | Maryury                         | Telecafé                     |
| 2019      | Los Briceño                               | Ramona                          | Netflix                      |
| 2019      | El man es Germán                          | Madeleine                       | Canal RCN                    |
| 2018      | Nadie me quita lo bailao                  | Gloria Pérez                    | Canal RCN                    |
| 2017      | Sobreviviendo a Escobar, alias JJ         | La Mona                         | Caracol Televisión           |
| 2017      | Francisco el Matemático: Clase 2017       | Ana Trujillo de Rivera          | Canal RCN                    |
| 2016-2017 | La ley del corazón                        | Fiscal María León               | Canal RCN                    |
| 2015-2016 | Las hermanitas Calle                      | Sonia Monsalve                  | Caracol Televisión           |
| 2015      | La tusa                                   | Romina                          | Caracol Televisión           |
| 2014      | El Chivo                                  | Juana                           | Univisión                    |
| 2014      | Los graduados                             | Clarita                         | Canal RCN                    |
| 2014      | La selección                              | Marisa Sánchez                  | Caracol Televisión           |
| 2012      | La ruta blanca                            | Blanca                          | Cadenatres                   |
| 2012      | Escobar, el patrón del mal                | Isabel de Pineada               | Caracol Televisión           |
| 2012      | Historias clasificadas                    | Claudia ep:El abuelo pachangero | Canal RCN                    |
| 2011      | Doña Bella                                | Candela                         | Canal RCN                    |
| 2010-2011 | A mano limpia                             | Diana                           | Canal RCN                    |
| 2009-2010 | Las detectivas y el Víctor                | La Pecosa                       | Canal RCN                    |
| 2008-2009 | Vecinos                                   | Yolanda                         | Caracol Televisión           |
| 2007-2008 | Nadie es eterno en el mundo               | Mayerli                         | Caracol Televisión           |
| 2007-2008 | Montecristo                               |                                 | Caracol Televisión           |
| 2007-2008 | La marca del deseo                        |                                 | Canal RCN                    |
| 2007-2008 | Pocholo                                   | Fidelina                        | Caracol Televisión           |
| 2006      | Criminal                                  | Liliana Camarazza               | Caracol Televisión           |
| 2006      | Así es la vida                            |                                 | Canal RCN                    |
| 2006      | Padres e hijos                            |                                 | Caracol Televisión           |
| 2005      | Tu voz estéreo                            |                                 | Caracol Televisión           |
| 2005      | Séptima puerta                            |                                 | Caracol Televisión           |
| 2003      | Retratos                                  |                                 | Canal RCN                    |
| 2002      | Historias de hombres sólo para mujeres    |                                 | Caracol Televisión           |
| 2002      | Siguiendo el Rastro                       |                                 | Canal RCN                    |

## Programas
| Año  | Título                        | Personaje    | Cadena      |
| ---- | ----------------------------- | ------------ | ----------- |
| 2018 | Buenos Días Familia           | Presentadora | Estrella TV |
| 2013 | Protagonistas de nuestra tele | Entrenadora  | Canal RCN   |

## Cine
| Año  | Título                            | Personaje | Nota |
| ---- | --------------------------------- | --------- | ---- |
| 2010 | Apatía, una película de carretera | Yuly      |      |
| 2005 | La boda del gringo                | Bailarina |      |
| 2004 | Perder es Cuestión de Método      | Bailarina |      |

## Premios y nominaciones
| Año  | Premios                                             | Categoría                                     | Telenovela/Serie/Obra               | Resultado |
| ---- | --------------------------------------------------- | --------------------------------------------- | ----------------------------------- | --------- |
| 2016 | Premios India Catalina                              | Mejor Actriz Antagónica de Telenovela o Serie | Las Hermanitas Calle                | Ganadora  |
| 2016 | Premios TV y Novelas                                | Actriz Antagónica Favorita                    | Las Hermanitas Calle                | Nominada  |
| 2017 | Festival Iberoamericano de Teatro de Mar, Argentina | Mejor Unipersonal de Comedia                  | El Hombre Reina y la Mujer Gobierna | Ganadora  |
| 2012 | Instituto Distrital de las Artes de Bogotá          | Mejor Obra Unipersonal                        | El Hombre Reina y la Mujer Gobierna | Ganadora  |

## Obras escritas
- Consejos de Amor Casi Gratis (Monólogo Comedia)
- La Vida Alegre (Comedia)
- Galanes en Apuros (Comedia)
- El Hombre Reina y la Mujer Gobierna (Monólogo Comedia)
- Aqualia (Teatro Infantil)
- La Caída (Cortometraje)
- Manual del Rebusque (Comedia)
- Lorito, Quiere Cacao? (Cortometraje)
- El santo (Cortometraje)
- Enemigo (Cortometraje)
- El Sexo Sentido (Comedia)
- La Red (Comedia)
- El Principio de la Incertidumbre (Comedia Negra)
- Malas Influencias (Comedia)
- Unas X Otras (Cortometraje)
- El Buen Día Aquel (Cuento)
- El Miedo (Cortometraje)